# Pfaffenhofen an der Glonn
Pour les articles homonymes, voir Pfaffenhofen.
Pfaffenhofen an der Glonn est une commune de Bavière (Allemagne), située dans l'arrondissement de Dachau, dans le district de Haute-Bavière.

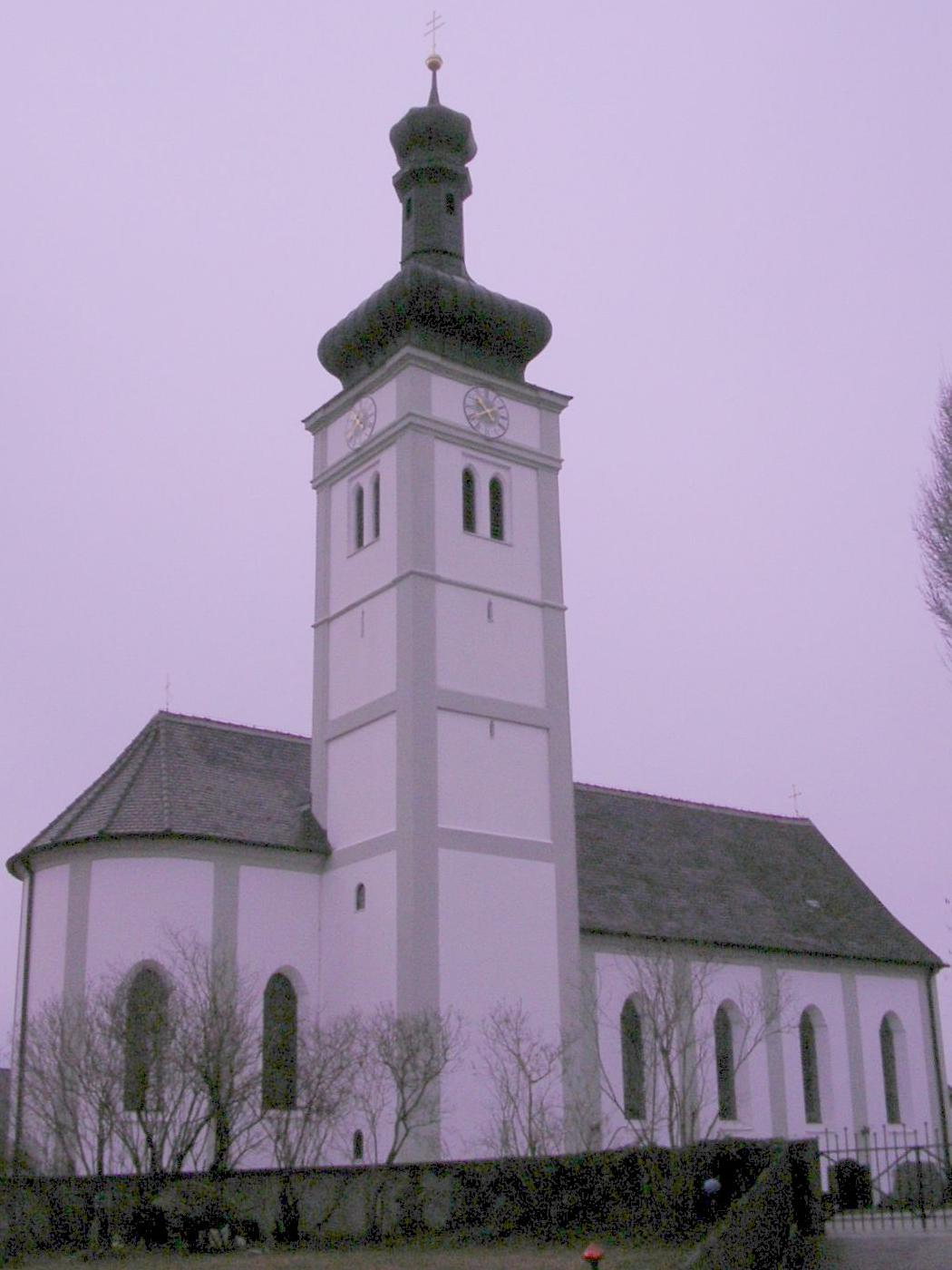
St. Michael